# Yves Becko
Yves Becko, né à Liège (Belgique) le 23 février 1943 et mort à Charleroi (Belgique) le 10 août 2004, est un musicologue et collectionneur belge.

## Biographie
Parallèlement à sa profession d'ingénieur physicien, Yves Becko se constitue une collection de quelque 20 000 disques 78 tours et de plusieurs milliers de disques 33 et 45 tours ainsi qu'une riche bibliothèque d'ouvrages concernant principalement la musique classique et l'opéra.
À la mort d'Yves Becko survenue en 2004, la Fondation Roi Baudouin reçoit l'entièreté de sa collection et la dépose à la Section de la musique de la Bibliothèque royale de Belgique où elle est conservée dans un fonds spécial qui porte le nom du collectionneur.